# 水素スペクトル系列

対数スケールで表した、水素のスペクトル系列

水素における電子遷移とその結果生じるフォトンの波長。この図ではエネルギー準位のスケールが正確な描写ではないことに注意。

水素原子の発光スペクトルは、リュードベリの式によって与えられる波長によって、いくつかのスペクトル系列に分けられる。観測されるスペクトル線は原子のエネルギー準位間の電子遷移により生じる。スペクトル系列は、天文学において水素の存在の観測と赤方偏移の計算のため重要である。分光法の発展によって多くの系列が発見されている。

## 物理学
物理学において、原子のスペクトル線は、それぞれ電子のエネルギー準位間の遷移に伴う吸光・発光により説明される。水素のスペクトル線を説明できる最も古くシンプルなモデルは、ニールス・ボーアによって考案されたボーアの原子模型である。電子が高いエネルギー状態から低いエネルギー状態へ遷移する場合、特定の波長を持つフォトンが放出され、低いエネルギー状態から高いエネルギー状態への遷移の場合、同じ波長を持つフォトンが吸収される。
スペクトル線は後述するように n の値によって複数の系列にグループ分けされる。スペクトル線は系列の最大波長/最低周波数から、ギリシャ文字を用いて命名されていく。例えば、2 → 1のスペクトル線は「ライマン-アルファ(Ly-α)」、7 → 3 のスペクトル線は「パッシェン-デルタ」(Pa-δ)である。21 cm のスペクトル線など、いくつかの水素のスペクトル線はこれらの系列に含まれない。これらは超微細遷移などの遷移に相当する。微細構造が区別できる場合、1本のスペクトル線は相対論的な補正によって2つ以上の細い線として現れる。スペクトル系列は、実験系では純粋な水素からのみ観測できる。多くのスペクトル線は通常見えにくく、ヘリウムや窒素などの他の元素による余分なスペクトル線により隠れてしまうことが多い。地球の大気は多くの赤外光と紫外光を吸収するので、地表で行う太陽光の観測においては可視光領域以外のスペクトル線は通常見られない。

## リュードベリの式
ボーアモデルにおける準位間のエネルギー差、つまり放出/吸収されるフォトンの波長は、リュードベリの公式によって与えられる。
{\displaystyle {1 \over \lambda }=R_{\infty }\left|{1 \over (n^{\prime })^{2}}-{1 \over n^{2}}\right|\qquad \left(R_{\infty }=1.097\,373\,156\,8508\times 10^{7}\ \mathrm {m} ^{-1}\right)}
ここで n は始状態の主量子数、n′ は終状態の主量子数、R∞ はリュードベリ定数である。

## 系列

紫外光における水素原子のスペクトル線のライマン系列

すべての波長は有効数字3桁まで与える。

### ライマン系列 (n′= 1)
1906-1914年にスペクトル線を発見したセオドア・ライマンにちなんで命名された。ライマン系列のすべての波長は紫外光領域に含まれる。
| {\displaystyle n}       | λ (nm) |
| ----------------------- | ------ |
| 2                       | 122    |
| 3                       | 103    |
| 4                       | 97.3   |
| 5                       | 95.0   |
| 6                       | 93.8   |
| {\displaystyle \infty } | 91.2   |

### バルマー系列 (n′= 2)

バルマー系列の4つの可視的な水素放出スペクトル線。右の赤い線がH-アルファである。

1885年にバルマー系列を予測する実験式を発見したヨハン・ヤコブ・バルマーにちなんで命名された。バルマー系列のスペクトル線は、歴史的には「H-アルファ」、「H-ベータ」、「H-ガンマ」（Hは水素元素を表す）などと呼ばれている。バルマー系列のうち波長が 400 nm 以上である4つのスペクトル線は、可視光である。バルマー系列の一部は太陽光スペクトルで見られる。H-アルファは天文学において水素の存在の観測に用いられる。
| {\displaystyle n}       | λ (nm) |
| ----------------------- | ------ |
| 3                       | 656    |
| 4                       | 486    |
| 5                       | 434    |
| 6                       | 410    |
| 7                       | 397    |
| {\displaystyle \infty } | 365    |

### パッシェン系列 (n′= 3)
1908年に最初に観測したドイツの物理学者フリードリッヒ・パッシェンにちなんで命名された。パッシェン系列のスペクトル線は全て赤外光である。
| {\displaystyle n}       | λ (nm) |
| ----------------------- | ------ |
| 4                       | 1875   |
| 5                       | 1282   |
| 6                       | 1094   |
| 7                       | 1020   |
| 8                       | 954    |
| {\displaystyle \infty } | 820    |

### ブラケット系列 (n′= 4)
1922年に最初にスペクトル線を観測したアメリカの物理学者フレデリック・サムナー・ブラケットにちなんで命名された。
| {\displaystyle n}       | λ (nm) |
| ----------------------- | ------ |
| 5                       | 4050   |
| 6                       | 2630   |
| 7                       | 2170   |
| 8                       | 1940   |
| 9                       | 1820   |
| {\displaystyle \infty } | 1460   |

### プント系列 (n′= 5)
1924年にオーガスト・ハーマン・プントによって実験的に発見された。
| {\displaystyle n}       | λ (nm) |
| ----------------------- | ------ |
| 6                       | 7460   |
| 7                       | 4650   |
| 8                       | 3740   |
| 9                       | 3300   |
| 10                      | 3040   |
| {\displaystyle \infty } | 2280   |

### ハンフリーズ系列 (n′= 6)
アメリカの物理学者カーティス・ハンフリーズによって発見された。
| {\displaystyle n}       | λ (nm) |
| ----------------------- | ------ |
| 7                       | 12400  |
| 8                       | 7500   |
| 9                       | 5910   |
| 10                      | 5130   |
| 11                      | 4670   |
| {\displaystyle \infty } | 3280   |

### その他の系列 (n′> 6)
その他の系列は名前がつけられていないが、リュードベリの式によって同様にして決定される。波長が増加するにつれ、系列内の間隔も広がっていく。スペクトル線も次第に弱くなる。